# Iochroma
Iochroma is de botanische naam van een geslacht uit de nachtschadefamilie (Solanaceae). De soorten komen voor in de bossen van Zuid-Amerika en Midden-Amerika.
De bloemen zijn cilindrisch of trompetvormig. De kleur van de bloemen kan sterk variëren: blauw, paars, rood, geel of wit. De bladeren staan afwisselend tegenover elkaar en zijn niet ingesneden. De vruchten zijn zachte bessen.
Iochroma-soorten bevatten naar men aanneemt hoge concentraties tropane alkaloïden, en worden door de sjamanen van sommige indianenstammen gebruikt voor hun hallucinogene effect.
De bloemen worden verkocht. Hierbij is niet altijd duidelijk om welke soorten het gaat. Dit geldt ook voor de verkoper, wanneer hij deze van bijvoorbeeld een verzamelaar in Peru heeft gekocht. Voorbeelden zijn de cultivars:
- Iochroma 'Ilie's Plum'
- Iochroma 'Indigo'
- Iochroma 'Royal Blue'
- Iochroma 'Sky King'
- Iochroma 'Wine Red'